# Anthony Calf
Antony Calf est un acteur britannique, né le 4 mai 1959 à Hammersmith, quartier de Londres. Diplômé de la London Academy of Music and Dramatic Art (LAMDA), il se produit au théâtre, au cinéma, à la radio et à la  télévision, où il est apparu la première fois dans un épisode de Doctor Who, en 1982.
Marié à Caroline Harker, la sœur de Susannah Harker, il a trois filles.

## Filmographie sélective
- 1982 : Beau Geste : Digby Geste
- 1984 : Oxford blues : Gareth Rycroft
- 1985-1987 : Drumonds : Charles Drumond
- 1986 : The Monocled Mutineer : Guiness
- 1987 : My Family and Other Animals : Larry Durrel
- 1990 : Hercule Poirot (série TV, saison 2, épisode 10 : La Mystérieuse Affaire de Styles) : Lawrence Cavendish
- 1991 : Les Mystères de la jungle noire (I Misteri della giungla nera) de Kevin Connor: Richand Plant
- 1991 : Great Expectations : Pip
- 1994 : The Madness of King George : Fitzroy
- 1995 : Orgueil et Préjugés (Pride and Prejudice) : le colonel Fitzwilliam
- 1997: Anna Karénine : Serpuliovskoy
- 1999 : Een vrouw van het noorden : Hugo
- 1999 : Midsomer Murders : Stephen Cavendish, (saison 2, épisode 3)
- 2001 :  The Inspector Lynley Mysteries : Simon St. James dans
- 2003 : Judge John Deed : James Brooklands
- 2004 : The Murder Room :  Lord Martlesham
- 2005-2009 : New Tricks : le lieutenant de police Strickland
- 2006 : le duc d'York dans Beau Brummell: This Charming Man
- 2007 : Traque sanglante (Straightheads), de Dan Reed : Heffer
- 2008 : Mistresses : John Grey
- 2010 : Inspecteur Lewis : Malcolm Finniston
- 2017 : My Lady (The Children Act) de Richard Eyre : Mark Berner
- 2026 : De Gaulle d'Antonin Baudry : Edward Spears

## Théâtre
- A Midsummer Night Dream : Démétrius
- Twelth Night : Sebastian
- The Madness of George III : Le capitaine Fitzroy
- Rebecca : Maxim de Winter
- Betrayal de Harold Pinter
- La Fausse Suivante
- Oncle Vania de Tchekov
- Wallenstein : Octavio Piccolomini
- The White Gard : Hetman dans